# هن پولواس
هن پولواس (استونیایی: Henn Põlluaas؛ زادهٔ ۱۶ فوریهٔ ۱۹۶۰) سیاست‌مدار اهل استونی است. وی از سال ۲۰۱۹ تا ۲۰۲۱ رئیس مجلس استونی بود.